# Salillas
Salillas – gmina w Hiszpanii, w prowincji Huesca, w Aragonii, o powierzchni 28,33 km². W 2011 roku gmina liczyła 106 mieszkańców.